# Still (Commodores)
Still è un brano pop-R&B inciso nel 1979 dal gruppo statunitense dei Commodores e facente parte dell'album Midnight Magic. Autore del brano è l'allora frontman del gruppo Lionel Richie.
Il singolo, pubblicato su etichetta discografica Motown Records e prodotto dagli stessi Commodores e da James Carmichael, raggiunse il primo posto negli Stati Uniti e il quarto posto delle classifiche nel Regno Unito.

## Storia
Ad ispirare la composizione del brano a Lionel Richie fu il fallito matrimonio di un amico d'ìnfanzia di quest'ultimo. La coppia amica di Richie aveva infatti deciso di divorziare per salvaguardare l'amicizia.

## Testo
(Still (1979))
Si tratta di una canzone d'amore: dopo una relazione finita male, il protagonista si sente ancora innamorato della sua donna e si chiede se anche lei lo sia ancora.

## Tracce

### 45 giri[1]
1. Still – 3:43
2. Such a Woman – 4:10

### 45 giri maxi[1]
1. Still – 5:51
2. Sail On – 5:35

## Classifiche
| Classifica            | Posizione massima | Nr. di settimane |
| --------------------- | ----------------- | ---------------- |
| Nuova Zelanda         | 13                | 15               |
| Paesi Bassi           | 16                | 11               |
| Regno Unito           | 4                 |                  |
| Stati Uniti d'America | 1                 |                  |